# Domenico Turazza
Domenico Turazza (Malcesine, 30 luglio 1813 – Padova, 12 gennaio 1892) è stato un matematico e politico italiano.
Turazza è considerato uno dei padri dell'idraulica moderna come scienza sperimentale. I suoi lavori riguardarono l'idraulica e la meccanica razionale. 

## Biografia
Nacque nel 1813 da Giacinto e Maria Busti a Malcesine in provincia di Verona. Ben presto il padre abbandonò moglie e figlio per dedicarsi all'attività teatrale, lasciandoli in difficili condizioni economiche.
Dopo aver frequentato le elementari a Malcesine, nel 1824 si stabilì a Verona presso la famiglia materna, dove studiò al ginnasio di San Sebastiano e al liceo. Tra i suoi insegnanti, spiccano l'abate Giuseppe Zamboni (fisica) e l'ingegnere Giacinto Toblini (matematica); con quest'ultimo ebbe un rapporto privilegiato, essendo peraltro di Malcesine e suo parente. Nello stesso periodo fu in contatto con il linguista Antonio Cesari.
Concluso il liceo con il massimo dei voti, grazie ai sacrifici sostenuti dalla madre riuscì ad iscriversi nel 1831 alla facoltà di matematica dell'Università di Padova, da cui uscì laureato il 22 gennaio 1835. Già dall'ottobre 1834 aveva ottenuto un posto da assistente alla cattedra di agraria. Il 9 gennaio 1837 conseguì una seconda laurea in filosofia. Fraquentava in quel periodo anche l'osservatorio astronomico e iniziò a insegnare come professore ordinario nel liceo di Vicenza.
Nel 1841 venne nominato professore di geometria descrittiva presso l'Università di Pavia per poi trasferirsi presso l'ateneo padovano l'anno seguente, dove rimase tutta la vita.
Partecipò ai moti risorgimentali del biennio 1848-1849 come capo di stato maggiore, poi capobattaglione e quindi vicecomandante della Guardia civica di Padova.
Divenne rettore dell'Università di Padova nel 1870-71 e l'anno seguente preside della facoltà di scienza. Fondò nel 1875 la Scuola d'applicazione per gli ingegneri che diresse. Venne spesso chiamato per varie consulenze, tra cui quelle sulla laguna di Venezia e sul Canale Cavour; fu nella commissione sulle inondazioni del Tevere a Roma e nel 1882 in quella sullo straripamento del Po. Era membro della delegazione italiana all'inaugurazione del Canale di Suez (1869).
Fu socio di numerose accademie, tra cui l'Accademia galileiana di scienze, lettere ed arti di Padova, che presiedette dal 1851 al 1853; dell'Istituto veneto di scienze, lettere ed arti, di cui fu vicepresidente e presidente, socio onorario dell'Accademia Olimpica di Vicenza, dell'Accademia nazionale delle scienze e dell'Accademia dei Lincei.
Fu senatore del Regno d'Italia nella XVII legislatura dal 1890 alla morte, avvenuta nel 1892 a Padova.

## Opere

Delle formole di Bazin e delle equazioni del moto permanente dell'acqua (1872)

- Trattato di idrometria ad uso degli ingegneri (1845)
- Dell'efflusso dei liquidi dai vasi di rivoluzione (1845)
- Nell'occasione che il sign. Domenico Marchiori prende la laurea in matematica, Padova, coi tipi del Seminario, 1852.
- Intorno alle leggi del moto dell'acqua nei canali e nei fiumi con applicazioni ai varii casi della pratica, Venezia, presso la Segreteria dell'I.R. Istituto, 1856.
- Intorno alla teoria del moto permanente dell'acqua nei canali e nei fiumi con alcune applicazioni pratiche alla stima delle portate ed ai rigurgiti, Venezia, presso la segreteria dell'I. R. Istituto nel Palazzo ducale, 1862.
- Intorno ad alcuni principii di idraulica pratica in generale ed in particolare della loro applicazione ad una nuova sistemazione di Bacchiglione intorno Vicenza, Venezia, presso la Segreteria del R. Istituto nel Palazzo Ducale, 1867.
- Trattato di idrometria o di idraulica pratica, Padova, Tipografia Editrice F. Sacchetto, 1867.
- Trattato di idrometria o di idraulica pratica (1868)
- Il moto dei sistemi rigidi (1868)
- Elementi di statica (1872)
- Delle formole di Bazin e delle equazioni del moto permanente dell'acqua negli alvei naturali o artefatti, Venezia, presso la Segreteria del R. Istituto nel palazzo Ducale, 1872.
- La sistemazione del Tevere, Roma, coi tipi del Salviucci, 1876.